# Уильямс, Кэролайн
Кэролайн Уильямс (англ. Caroline Williams) — американская актриса, получившая статус «королевы крика» благодаря одной из главных ролей в фильме-слэшере «Техасская резня бензопилой 2».

## Биография
Как актриса дебютировала в 1985 году, впоследствии снялась в таких знаковых фильмах ужасов, как «Техасская резня бензопилой 2» (1986), «Отчим 2» (1989) и «Лепрекон 3: Приключения в Лас-Вегасе» (1995).
В 2019 году снялась в документальном фильме «В поисках тьмы», который был посвящён фильмам ужасов 1980-х и популярным хоррор-иконам того времени.

## Избранная фильмография
| Год  |    | Русское название                     | Оригинальное название          | Роль                               |
| ---- | -- | ------------------------------------ | ------------------------------ | ---------------------------------- |
| 1985 | ф  | Легенда о Билли Джин                 | The Legend of Billie Jean      | девушка в пикапе                   |
| 1986 | ф  | Техасская резня бензопилой 2         | The Texas Chainsaw Massacre 2  | Ванита «Стретч» Брок               |
| 1989 | ф  | Отчим 2                              | Stepfather II                  | Марти Кримминс                     |
| 1990 | ф  | Дни грома                            | Days of Thunder                | Дженни Бёрнс                       |
| 1994 | ф  | Хищный огонь                         | Flashfire                      | Энн                                |
| 1995 | с  | Агентство моделей                    | Models Inc.                    | Лесли Ньюкомб                      |
| 1995 | ф  | Лепрекон 3: Приключения в Лас-Вегасе | Leprechaun 3                   | Лоретта                            |
| 1997 | с  | Сабрина — маленькая ведьма           | Sabrina the Teenage Witch      | Гвендолин                          |
| 2000 | ф  | Гринч — похититель Рождества         | How the Grinch Stole Christmas | женщина                            |
| 2003 | с  | Полиция Нью-Йорка                    | NYPD Blue                      | Триш Бросуэлл                      |
| 2004 | с  | Женская бригада                      | The Division                   | Донна Эстес                        |
| 2007 | с  | Части тела                           | Nip/Tuck                       | миссис Финни                       |
| 2009 | ф  | Хэллоуин 2                           | Halloween II                   | доктор Мэйпл                       |
| 2013 | ф  | Топор 3                              | Hatchet 3                      | Аманда Фоулер                      |
| 2013 | ф  | Инфекция                             | Contracted                     | Нэнси Уильямс                      |
| 2015 | ф  | Город монстров                       | Tales of Halloween             | миссис Блейк (часть «Sweet Tooth») |
| 2015 | ф  | Марсианские земли                    | Martian Land                   | Ульяна                             |
| 2016 | тф | Акулий торнадо 4: Пробуждение        | Sharknado: The 4th Awakens     | Ванита «Стретч» Брок (камео)       |
| 2023 | ф  | Ренфилд                              | Renfield                       | Ванесса                            |